# Toft (Lincolnshire)
Pour les articles homonymes, voir Toft.
Toft est un village situé dans le comté du Lincolnshire, en Angleterre.